# Лештане (Гора)
Лештане је горанско село у Општини Гора, на Косову и Метохији. По законима привремених институција Косова ово насеље је у саставу општине Драгаш. Лештане је горанско село (муслиманско село српског говорног језика) у шарпланинској жупи Гори. Иван Јастребов је записао да су цркве код Радеше и Лештана порушене вероватно током или након горанског устанка против Турака у 19. веку.

## Демографија
Насеље има горанску етничку већину.
Број становника на пописима:
- попис становништва 1948. године: 537
- попис становништва 1953. године: 493
- попис становништва 1961. године: 513
- попис становништва 1971. године: 658
- попис становништва 1981. године: 758
- попис становништва 1991. године: 679

### Попис2011.
На попису становништва 2011. године, Лештане је имало 783 становника, следећег националног састава:
| Попис 2011.‍ | Попис 2011.‍ | Попис 2011.‍ | Попис 2011.‍ | Попис 2011.‍ |
| ----------- | ----------- | ----------- | ----------- | ----------- |
|             |             |             |             |             |
| Горанци     | Горанци     |             | 541         | 69,09%      |
| Бошњаци     | Бошњаци     |             | 180         | 22,98%      |
| Остали      | Остали      |             | 62          | 7,92%       |
| укупно: 783 |             |             |             |             |